# FC Juventus București (1924)
Juventus București este vechea denumire a actualului club Petrolul Ploiești. Juventus a rezultat în anul 1925, prin fuziunea a două cluburi bucureștene, Triumf (înființată în 1919) și Romcomit (apărută în 1922 și cu o deja bogată experiență de meciuri amicale internaționale). Mai exact, în decembrie 1924, o întâlnire la Capșa între conducătorii celor două cluburi (Etore Brunelli pentru Romcomit, respectiv Aristide Blank pentru Triumf) avea să ducă la înțelegerea supra fuziunii, cauzată de nevoi pragmatice: Romcomit avea o echipă puternică și un stadion nou nouț, iar Triumf avea jucători români. Regulamentul federației de fotbal impusese un anume număr de români, iar Romcomit nu îi avea. Triumf, care ducea lipsă de rezultate și activa în eșantioanele inferioare, avea jucătorii. De aici decizia asupra fuziunii, consfințită de adunările generale ale celor două cluburi în ianuarie 1925.
Juventus, sub conducerea lui Etore Brunelli, a câștigat un titlu de campioană în anul 1930 și a jucat la nivelul înalt în prima divizie până în anul 1952.
De altfel a fost prima echipa care și-a construit stadion propriu cu nocturnă. Echipă extrem de puternică, Juventus a dat naționalei jucători la primele trei Campionate Mondiale din istorie. 
Pionier al fotbalului interbelic, Juventus a fuzionat la începutul anilor 1940 cu AS Distribuția Petrol București, iar la începutul anilor '50 s-a mutat la Ploiești, devenind ulterior Petrolul Ploiești.

## AC Romcomit București

Logo echipei AC Romcomit București

La începutul anilor '20, își începe activitatea în București Banca Româno-Italiană. Cum cea mai mare parte din angajați erau expatriați italieni,în 1922, conducerea Băncii, în frunte cu directorul Etore Brunelli, decide înființarea unei asociații sportive sub numele de Romcomit București. Numele rezulta din abrevierea numelui băncii. Amplasamentul noului club era pe Bulevardul Elisabeta, unde se va dezvolta un complex sportiv la standardele acelor vremuri. Locul central îl ocupa stadionul Romcomit care se pare ca avea tribune cu circa 5000 de locuri și era dotat cu nocturnă. În jurul stadionului s-au creat trei terenuri de tenis, bazin de înot, sala de box și de scrimă. Fiind vorba despre un complex sportiv aflat în centrul orașului și fiind administrat de către o bancă, el i-a atras imediat pe oamenii cu dare de mână. Așa se explică și faptul că la meciurile de fotbal sau la celelalte manifestări sportive spectatorii veneau la costum, la cravată, ca la un eveniment monden. În pauză, înainte sau după meci, aceștia se opreau la elegantul restaurant cu terasă de vară aflat în vecinătatea arenei.

## Fuziunea Romcomit - Triumf
La finalul anului 1924 din motive financiare cluburile bucureștene Romcomit și Triumf au fuzionat născându-se astfel una dintre cele mai bune echipe ale fotbalului românesc din perioada interbelică - Juventus București. Evenimentul fuziunii apare menționat într-un material apărut duminică, 4 ianuarie 1925, în Gazeta Sporturilor, sub titlul: „Juventus – O fuziune senzațională”.  Documentul a fost semnat de conducătorii Triumfului, Csillag Blank și S. Petrovici, urmând ca noua conducere a clubului Juventus să fie compusă din: Etore Brunelli, președintele Băncii Româno-Italiene, fondatorul clubului și primul său președinte, Ion Cămărășescu, C.N. Capșa, Moretti, Mayer, Farchi și Mehlberg.
Tradiția latină cultivată de noul club sportiv era ilustrată și de emblema acestuia, care evoca istoria orașului Roma, cu lupoaica alăptându-i pe Romulus și Remus. Fiindcă Banca deținea un număr mare de articole sportive în roșu și albastru, echipa decide să folosească aceste culori în competiții, iar "casa" Juventus-ului va fi Stadionul Romcomit inaugurat în 1923.
Juventus este admisă în campionatul Bucureștiului, categoria onoare, în 1924 nu exista un sistem divizionar bine structurat. În sezonul 1924-1925 Romcomit București jucase doar un meci cu CFR București pe care a învins-o cu scorul de 6-1. Triumf București activa în Seria B a categoriei onoare jucând 5 meciuri din care a câștigat 4 meciuri. Cea mai mare victorie a fost cu Sportul Studențesc pe care învins-o cu 4-0, iar înfrângerea a suferit-o contra Tricolor București, scor 0-1. Toate aceste rezultate vor fi anulate după fuziune.

## Echipa
Juventus a fost una dintre echipele cele mai iubite de publicul românesc, datorită jocului său elegant, spectaculos, modului corect de a-și apăra șansele și a respecta adversarii. Jucătorii juventiști aveau o educație sportivă și civică aleasă. Ținuta lor dincolo de teren era ireproșabilă, ca de altfel și cea a conducătorilor, care erau întotdeauna un exemplu demn de urmat.

## Performanțele clubului

### Meciuri Internaționale
Noul club bucureștean Juventus București a purtat câteva meciuri amicale demne de cartea de istorie a fotbalului românesc. La 29 iunie 1925, pe Stadionul Romcomit, Juventus învinge puternica formație cehă SK Slavia Praga cu scorul de 2-1 în fața a 4000 de suporteri. Pentru ai noștri au marcat Melchior și Brauchler.  La 6 septembrie Juventus învinge echipa Slavia Sofia cu 3-0.

### Vice-campioanăDivizia A 1925-1926
Din echipe de campionat regional (astăzi Liga a II-a), Juventus a început să se bată pentru supremație în prima divizie în compania celor mai bine echipe românești.  Campioană regională, ea participă la turneul final în cadrul căruia obține următoarele rezultate: 4-1 cu Craiovan Craiova, la București, 3-1 cu S.G. Sibiu, la Sibiu, în sferturile de finală, 2-2 și 4-1 cu Fulgerul Chișinău, în semifinale, după care pierde cu 0-3 finala cu Chinezul Timișoara. Așadar cu ocazia Ediției a XIV-a Diviziei A 1925/1926 Juventus devine vice-campioana României.
| Data & locul                                 | Echipa gazdă       | Scor  | Echipa oaspete     |
| -------------------------------------------- | ------------------ | ----- | ------------------ |
| Baraj, 20 iunie 1926 Romcomit, București     | Juventus București | 4 - 1 | Craiovan Craiova   |
| Sferturi, 27 iunie 1926 Sibiu                | S.G. Sibiu         | 1 - 3 | Juventus București |
| Semifinale,18 iulie 1926 Romcomit, București | Juventus București | 2 - 2 | Fulgerul Chișinău  |
| Rejucare, 20 iulie 1926 Romcomit, București  | Juventus București | 4 - 1 | Fulgerul Chișinău  |
| Finala, 1 august 1926 Banatul, Timișoara     | Chinezul Timișoara | 4 - 1 | Juventus București |

Din "11-ele" finalist al Juventusului făceau parte: Stoian, Vețianu, Georgescu, Vasiliu, Motoroi, Grigoroiu, Dobo, Melchior, Moretti, Cristescu, Koszo.

### CampioanăDivizia A 1929-1930
În sezonul 1929-1930 Juventus câștigă Seria Muntenia și astfel se califică la turneul final al Diviziei A. Rezultatele Juventus-ului sunt foarte bune având numai victorii, fapt ce a permis să cucerească primul și singurul titlu de campioană. 

În primul meci întâlnește în sferturi echipa Dacia Unirea Brăila pe care o spulberă cu scorul incredibil de 16-0. Acest meci de la Brăila aduce un record ce dăinuie și astăzi după mai bine de 80 de ani. Atacantul Ladislau Raffinsky a înscris nu mai puțin de 10 goluri.

În semifinale Juventus învinge la București pe Mihai Viteazul Chișinău cu scorul de 4-2. Au înscris Rudolf Wetzer de 2 ori, Carianopol și Dobo, respectiv P.Vîlcov și C.Vîlcov.
La 8 iunie 1930 pe Stadionul Romcomit are loc finala Campionatului dintre Juventus și Gloria CFR Arad care se încheie cu scorul de 3-0 (2-0). Au marcat Raffinski,Maior II și Melchior. Astfel juventinii bucureșteni devin campioni în Regatul României.
Gazeta Sporturilor titra "Noul campion național".

"Îmi aduc aminte că în ziua aceea, cerberul arenei  (n.r. stadionul Romcomit), "nea Iancu" garderobierul, s-a îmbătat de bucurie. Noi, copii, după meci, am reușit să ne strecurăm în vestiarul jucătorilor, unde am vazut cântarul și tabla neagră despre care am auzit vorbindu-se. Gustav Hlaway, antrenorul, cântărea pe fiecare jucator dupa meci; kilogramele în minus indicau efortul depus in timpul partidei."(Mihai Flamaropol, Amintiri din fotbal și hochei)
| Data & locul                                | Echipa gazdă        | Scor   | Echipa oaspete          |
| ------------------------------------------- | ------------------- | ------ | ----------------------- |
| Sferturi, 18 mai 1930 Brăila                | Dacia Unirea Brăila | 0 - 16 | Juventus București      |
| Semifinale, 29 mai 1930 Romcomit, București | Juventus București  | 4 - 2  | Mihai Viteazul Chișinău |
| Finala, 1 august 1926 Romcomit, București   | Juventus București  | 3 - 0  | Gloria CFR Arad         |

### Anii '30-'40
Pe data de 11 octombrie 1931, Venus București își inaugurează cu mare pompă arena de pe malul Dâmboviței (Str. Știrbei Vodă, colț cu Splaiul Independenței). În cadrul festivităților se dispută și un meci cu Juventus pe care gazdele îl pierd cu 2-3.
Începând cu anul 1932, când are loc prima ediție a campionatului național după  formula divizionară, Juventus participă la șapte din cele nouă ediții interbelice. Echipa ocupă locul doi în 1933-34 și locul trei un an mai târziu. Va retrograda în 1939-40 din cauza unor decizii eronate (în special cheltuirea unor sume fără acoperire pentru transferuri). În campionatul 1940-1941, Juventus activează în eșalonul secund și ocupă primul loc în seria a treia cu drept de promovare în Divizia A. A venit însă războiul, campionatul s-a întrerupt, dar promovarea a rămas valabilă după reluarea competiției, o dată cu ediția 1946-1947.
După război, Juventus trece prin perioade tulburi. Neagreată de comuniști din cauza caracterului ei burghez și cosmopolit, echipa intră într-o criză financiară. Salvarea vine de la întreprinderea de distribuție a petrolului, care preia echipa, prin fiunea dintre Juventus și AS Distribuția. După 23 de ani Juventus avea să-și schimbe numele. Juventus devine pe rând Distribuția, Competrol, Petrolul București, Partizanul, Energia, Flacăra. În 1952, se mută la Ploiești împreună cu o mare parte din efectivul de jucători. La scurt timp după aceea, își modifică numele în Petrolul Ploiești.

### Jucători juventini la Echipa Națională a României
În anul în care Juventus cucerea titlul de campioană a României, se organiza cea dintâi ediție a Campionatului Mondial de Fotbal. La intervenția Regelui Carol al II-lea, echipa națională pleacă cu vaporul spre Montevideo. Din lotul echipei României fac parte cei mai buni fotbaliști din țară. Campioana Juventus a dat echipei naționale pentru Campionatul Mondial de Fotbal 1930 pe Rudolf Wetzer (căpitanul echipei naționale la Campionatul Mondial din Uruguay), Emerich Vogl și Ladislau Raffinsky.
Cu ocazia Campionatului Mondial de Fotbal 1934 din Italia din partea Juventusului participă Emerich Vogl (căpitanul echipei naționale la Campionatul Mondial din Italia) și Gustav Juhasz.
La cea de-a treia ediție a Campionatului Mondial de fotbal din Franța, 1938 au participat Gheorghe Brandabura și Coloman Braun-Bogdan.

## Palmares
Național
- Divizia A
  - Campioană 1930

## Jucători

### Lotul sezonului 1930
| Nr. |         | Poziție | Jucător            |
| --- | ------- | ------- | ------------------ |
| -   | România | P       | Dezideriu Laki     |
| -   | România | P       | Bacinski           |
| -   | România | F       | C. Deleanu         |
| -   | România | F       | Sile Georgescu     |
| -   | România | M       | Ion Maior          |
| -   | România | M       | Melchior           |
| -   | România | M       | Bărbulescu         |
| -   | România | M       | Ladislau Raffinsky |
| -   | România | M       | Carianopol         |
| -   | România | M       | Vasile Cristescu   |

| Nr. |         | Poziție | Jucător       |
| --- | ------- | ------- | ------------- |
| -   | România | M       | S. Dobo       |
| -   | România | M       | Simionescu    |
| -   | România | M       | M. Schei      |
| -   | România | M       | C. Sarian     |
| -   | România | M       | Rădulescu     |
| -   | România | A       | Ștefan Wetzer |
| -   | România | A       | Tibor Remeny  |
| -   | România | A       | Rudolf Wetzer |
| -   | România | A       | Emerich Vogl  |

## Jucători emblematici
| Portari                                                            | Fundași                         | Mijlocași | Atacanți | Antrenori |
| ------------------------------------------------------------------ | ------------------------------- | --- | --- | --------- |
| - Anghel Crețeanu - Ion Endreffy - Traian Ionescu - Dezideriu Laki | - Emerich Vogl - Sile Georgescu | - Coloman Braun Bogdan - Ștefan Wetzer - Andrei Bărbulescu - Mihai Flamaropol - Nicolae Gorgorin - Dumitru Pepelea - Nicolae Petrescu | - Ilie Oană - Rudolf Wetzer - Traian Zăinescu - Ladislau Raffinsky - Sonny Niculescu - Eugen Iordache - Florea Fătu - Vasile Cristescu |           |

## Antrenori
În funcție de când au devenit antrenori la FC Juventus București:
- 1926  György Hlavay
- 1930  Rudolf Wetzer
- 1930  György Hlavay
- 1931  Emerich Vogl
- 1933  Ladislau Csillag
- 1934  Emerich Vogl
- 1937  Coloman Braun-Bogdan
- 1940  Coloman Braun-Bogdan
- 1943  Emerich Vogl
- 1945  Nicolae Petrescu
- 1946  Emerich Vogl
- 1949  Colea Vâlcov

## Transformarea în Petrolul Ploiești
În anii de după al doilea război mondial, ca urmare a noii organizări comuniste a sportului, echipa a purtat diverse nume, care au reflectat trecerea țării la regimul comunist, respectiv: Distribuția, Competrol, Partizanul, Energia și Flacăra. În ultima sa participare în prima divizie, sub numele de Flacăra București în anul 1951, a obținut locul 5. În anul 1952 echipa a fost transferată la Ploiești, devenind echipa Petrolul Ploiești de astăzi. Filiația Juventus București - Petrolul Ploiești a fost recunoscută de FRF, prin Comisia de Istorie și Statistică în anul 2008, astfel încât titlul național al Juventusului din 1930 este încorporat astăzi în patrimoniul echipei Petrolul.

## Juventus Colentina/București (1993-2018)
În 1993, un club Juventus a fost fondat în București, din fosta grupare Calculatorul București, neavând nicio legătură cu celebra echipa de dinainte de război. Inițial s-a numit Juventus Colentina, iar în 2017, odată cu promovarea în prima divizie, și-a modificat denumirea în Juventus București. În 2018, echipa a trebuit să-și schimbe din nou numele, în Daco-Getica București, după ce a fost somată de mult mai celebra Juventus Torino.